# Bupleurum citrinum
Bupleurum citrinum là một loài thực vật có hoa trong họ Hoa tán. Loài này được Hochst. mô tả khoa học đầu tiên năm 1845.